# Communauté de communes de Beauce et du Gâtinais
Die Communauté de communes de Beauce et du Gâtinais ist ein ehemaliger französischer Gemeindeverband mit der Rechtsform einer Communauté de communes im Département Loiret in der Region Centre-Val de Loire. Sie wurde am 17. Dezember 1993 gegründet und umfasste 18 Gemeinden. Der Verwaltungssitz befand sich im Ort Pithiviers und somit außerhalb des Gemeindeverbandes.

## Historische Entwicklung
Bei der Gründung waren elf Gemeinden beteiligt, am 26. Dezember 1995 traten die sieben Gemeinde Ascoux, Chilleurs-aux-Bois, Courcy-aux-Loges, Laas, Mareau-aux-Bois, Santeau und Vrigny bei.
Mit Wirkung vom 1. Januar 2017 fusionierte der Gemeindeverband mit
- Communauté de communes du Plateau Beauceron sowie
- Communauté de communes Le Cœur du Pithiverais

und bildete so die Nachfolgeorganisation Communauté de communes du Pithiverais.

## Ehemalige Mitgliedsgemeinden
1. Ascoux
2. Bondaroy
3. Bouilly-en-Gâtinais
4. Bouzonville-aux-Bois
5. Boynes
6. Chilleurs-aux-Bois
7. Courcy-aux-Loges
8. Escrennes
9. Estouy
10. Givraines
11. Guigneville
12. Laas
13. Mareau-aux-Bois
14. Marsainvilliers
15. Ramoulu
16. Santeau
17. Vrigny
18. Yèvre-la-Ville